# Wojciech Kowalczyk
Wojciech Kowalczyk (Varsòvia, 14 d'abril de 1972) és un exfutbolista polonès que jugava com a davanter.

## Trajectòria
Kowalczyk es va formar en un petit equip de Varsòvia, l'Olimpia, fins que el 1985 va passar a les files del Polonez Varsòvia, abans d'arribar a un equip gran, el Legia Varsòvia, el 1990. A l'equip capitalí va guanyar diversos títols i va debutar amb la selecció del seu país. També va jugar en competicions europees; de fet, dos gols seus davant la UC Sampdoria li van donar el passi al seu equip per a semifinals de la Recopa.
El seu bon joc van cridar l'atenció d'altres lligues, i el 1994 fitxa pel Reial Betis, de la lliga espanyola. Encara que el seu equip fa una gran temporada, quedant tercer, el polonès no aconsegueix ser titular i només marca 4 gols en 20 partits. Les següents campanyes tampoc triomfa a Sevilla i la temporada 98/99 juga a la UD Las Palmas, de Segona Divisió.
El 2000 torna al seu país, en un breu pas pel Legia Varsòvia, on només roman un any abans de marxar a la lliga xipriota. A l'illa jugarà en dos equips, a l'Anorthosis Famagusta (2001-2003) i a l'APOEL, (2003-2004). Posteriorment, retorna a Polònia per militar a un equip amateur, l'AZS Absolwent UW Warszawa.

## Selecció
Kowalczyk va jugar 39 partits internacionals amb la selecció de futbol de Polònia, entre 1991 i 1999, marcant fins a 11 gols.
Va formar part del combinat olímpic del seu país que hi va guanyar la medalla d'argent als Jocs Olímpics de Barcelona 1992.

## Palmarès
- Medalla d'argent als Jocs Olímpics de Barcelona 92.
- 4 lligues poloneses (una d'elles retirada per cas de corrupció).
- 1 Copa polonesa.
- 1 Supercopa polonesa.
- 1 Copa de Xipre.
- 1 lliga de Xipre.
- Màxim golejador de la lliga de Xipre 01/02.